# David S. Ware
David Spencer Ware, né le 7 novembre 1949 à Plainfield (New Jersey), et mort le 18 octobre 2012, est un saxophoniste de jazz américain.
Il a enregistré avec  Andrew Cyrille et Cecil Taylor, et est leader de son propre quartet depuis le début des années 1990. Celui-ci est composé du pianiste Matthew Shipp et du  contrebassiste William Parker, à la batterie se sont succédé Marc Edwards, Whit Dickey et Susie Ibarra, puis Guillermo E. Brown.
La première apparition de David S. Ware se fit en 1971 sur l'album Third World Awareness de Abdul Hannah, un saxophoniste alto de Boston.

## Discographie
- 1971: Third World Awareness (Abdul Hannah)
- 1988: Passage to Music (Silkheart Records)
- 1990: Great Bliss, vol. 1 (Silkheart Records)
- 1990: Great Bliss, vol. 2 (Silkheart Records)
- 1991: Flight of I (DIW Records)
- 1993: Third Ear Recitation (DIW Records)
- 1994: Earthquation (DIW Records)
- 1994: Cryptology (Homestead Records)
- 1995: Oblations and Blessings (Silkheart Records)
- 1995: Dao (Homestead Records)
- 1996: Godspelized (DIW Records)
- 1996: Wisdom of Uncertainty (AUM Fidelity)
- 1997: Live in the Netherlands (Splasc(H))
- 1997: Go See the World (Columbia Records)
- 1999: Surrendered (Columbia Records)
- 2001: Corridors & Parallels (AUM Fidelity)
- 2002: Freedom Suite (AUM Fidelity)
- 2003: The David S Ware Quartet Live in the World (Thirsty Ear Recordings)
- 2003: Threads (Thirsty Ear Recordings)
- 2005: BalladWare (Thirsty Ear Recordings)
- 2007: Renunciation (AUM Fidelity)

2007 Live in Vilnius (no business record)
2008 Shakti (Aum Fidelity)
2009 Saturnian (Aum Fidelity)
2010 PLanetary Unknown (Aum Fidelity)
2010 Organica (Aum Fidelity)
2011 Planetary Unknown Live at Jazzfestival Sallfelden (Aum Fidelity)